# Hemerotrecha carsonana
Hemerotrecha carsonana es una especie de arácnido  del orden Solifugae de la familia Eremobatidae.

## Distribución geográfica
Se encuentra en Nevada en (Estados Unidos).